# かてもの
かてもの
1. 糅物…主食である穀物とともに炊き合わせを行う食物。転じて、飢饉などで食糧不足に陥った際の救荒食物のこと。「糧物」とも。かて飯参照。
2. 江戸時代に米沢藩重臣・莅戸善政（大華）が著した飢饉救済の手引書。本項にて解説。

かてもの（「かて物」とも）は、米沢藩が飢饉に備える備荒事業の一つとして発行した救荒食品の手引書。前藩主・上杉治憲（鷹山）の意を受け、米沢藩家老で奉行職にあった莅戸善政（大華）を中心に寛政12年（1800年）に脱稿し、享和2年（1802年）に発行された。
穀物と混ぜたりあるいはその代用品として食用に用いることができる植物「糅物」を82項目で立項して「いろは」順で掲載している（植物名には当時の地方名を用いているものが相当数ある）。「わらび」と「わらび粉」、「からすうり」と「からすうりの根」、「くぞの葉」と「くずの根」のように同一植物を分けて立項しているものもある。構成はその後に「村役人共常々心を用うべき個条（味噌の製法各種）」、「かて物の心懸に蒔植置くべき物」、「干かて数年を経て変らぬ物」が記され、最後に魚や肉の調理法について解説した「魚鳥獣肉の心がけ」が記されている。

## 天明の大飢饉と米沢藩
天明3年（1783年）は天候が不順で、早くから凶作とそれに伴う飢饉の可能性が指摘されていた。そこで当時の藩主・上杉治憲は、藩の執政であった莅戸善政らに対応策を命じた。莅戸らは、藩士・領民に対して白米を食べることを禁じるとともに米を原料とする酒や菓子の製造を中止させて主食の食い延ばしを図り、同時に代用食となる動植物の調査を行った。
また、比較的米に余裕があった庄内地方や越後国から米を買い入れるだけでなく、縁戚であった尾張藩などからも米を借入した。その年の秋、米の作柄は例年の1/4となり、米沢藩では藩内の義倉（郷倉）のみならず全ての蔵を開いて領民に米をはじめとする穀物を計4万8000俵を放出し、配給を施した。
その結果、いわゆる天明の大飢饉においては辛うじて領民の犠牲を防いだものの、藩の財政は破綻状態に陥って治憲が進めてきた藩政改革の成果は水泡に帰し、治憲は失意のうちに養子の治広に家督を譲る事になった。

## 「かてもの」執筆
莅戸善政は、治広の代になっても依然として藩政の中心にあって藩政改革の建て直しに尽力していたが、再び大飢饉が起きれば再び深刻な財政問題が生じることが予見できた。そこで莅戸は鷹山・治広と相談して再度このような事態に陥った場合の対応策を考えることとなった。
まず、義倉制度の再整備である。義倉制度は、治憲以前の米沢藩にも存在したが中絶し、治憲が再興したものである。しかし、天明の大飢饉で底を突いてしまっていた。そこで莅戸らは20年計画で全ての藩士・領民に対してその収入に応じて一定額の穀物や金銭を積み立てることを義務付けた。目標量に達するまでに23年かかったものの以後も新たな計画が立てられて幕末に至るまで継続された。
だが、飢饉が一度発生した場合にはそれが数年間にもわたる場合がある。これを憂慮した莅戸は普段から代用食となる動植物の調査・研究をする必要があると考えるようになった。そこで藩の侍医である矢尾板栄雪・江口元沢・水野道益の3名に食用となる動植物の研究を行わせた。彼らの報告に加えて本草学者の佐藤忠陵の意見も聴取した。寛政12年（1800年）、その成果を基に莅戸自らが赤湯温泉に籠って執筆した。しかし、その内容は一歩間違えれば食べた者の生命の危険すらあるために完成後更に矢尾板達とその安全性について再検討した。こうした過程を経て享和2年（1802年）、“糅物”の語より「かてもの」と命名されたこの書物が米沢藩より刊行されて、藩内に合わせて1575冊が頒布されたのである。

## 『かてもの』の成果
治憲や莅戸の没後である天保3年（1832年）は天明以来の大凶作となり、翌年には天保の大飢饉が発生した。当時の藩主・上杉斉定（治広の養子）は、「かてもの」を取り出して藩主自らが白米の食事を絶って粥をすすり、『かてもの』の記事の実践に努めた。これを見た藩士・領民もこれに倣った。米沢藩では備荒事業として領内の各所に籾蔵を建てて貯蔵米を確保しており、これらの事業と『かてもの』の出版は天保の大飢饉で多くの領民を救い、さらにこれらの知識は他藩の飢える者をも救ったといわれている。
明治維新後も『かてもの』の版木は引き継がれて、後に米沢市によって市立図書館に収められた。1956年（昭和31年）8月31日には山形県貴重文化財に認定されている。
明治時代に根釧台地に駐屯していた屯田兵の部隊が食料不足で苦しんだ時に偶々所属していた旧米沢藩出身者の兵士が『かてもの』を愛読しており、その知識で飢えを凌いだと記録されている。また、第二次世界大戦による食糧難において『かてもの』を活字体に直して頒布した地域も多かった。